# Narcis, Argej i Marcelin
Narcis, Argej i Marcelin su bili kršćanski mučenici i sveci iz 4. stoljeća.

## Životopis
Za vrijeme cara Licinija bili su pozvani u vojnu službu. Nakon što su zbog svoje vjere odbili služiti vojni rok, suđeni su i pogubljeni u Tomi.
Argeju i Narcisu su odrubljene glave, dok je Marcelin bio išiban, zatvoren, a zatim utopljen u more.

## Štovanje
Spomendan im se slavi 2. siječnja.

### Knjige
- Koledar svih svetaca i svetica božjih ili životi svetaca za sve dneve godišta i sve godišnje svetkovine pomične i nepomične i potpuni privod rimskoga martirologija. Narodna tiskara. Split. 1838